# Iphitime doederleini
Iphitime doederleini är en ringmaskart som beskrevs av Marenzeller 1902. Iphitime doederleini ingår i släktet Iphitime och familjen Dorvilleidae. Inga underarter finns listade i Catalogue of Life.